# Дубровка (Красноармейский район)
Дубро́вка — посёлок в Красноармейском районе Челябинской области. Административный центр Дубровского сельского поселения.

## География
Посёлок расположен на расстоянии 29 км от села Миасского, административного центра района.

## Население
| 2002 | 2010  |
| ---- | ----- |
| 1442 | ↘1430 |

Проживают русские, башкиры.

## Улицы
| - Берёзовая, - Гуреева, - Дубровский пер., - Железнодорожная, - Ленина, - Лесная, | - Луговая, - Мира, - Новая, - Проезжая, - Прудовая, - Садовая, | - Садовый пер., - Солнечная, - Степная, - Строительная, - Титова, - Школьная. |